# احمد فهیمی‌فر
دکتر احمد فهیمی‌فر استاد تمام دانشکده مهندسی عمران و محیط زیست دانشگاه صنعتی امیرکبیر و متخصص در حوزه مکانیک سنگ هستند. ایشان دکترای خود را در این رشته از دانشگاه نیوکاسل انگلستان دریافت کرده و پژوهش‌های ایشان به‌طور عمده بر تحلیل پایداری سازه‌های زیرزمینی، تونل‌سازی و مکانیک  سنگ متمرکز هستند.
دکتر فهیمی‌فر مقالات علمی متعددی در نشریات معتبر بین‌المللی و داخلی منتشر کرده اند و در کنفرانس‌های جهانی مهندسی عمران و مکانیک سنگ شرکت کرده اند. ایشان همچنین در تألیف کتب تخصصی مرتبط با مکانیک سنگ و مهندسی تونل نقش داشته اند.
وی در پروژه‌های پژوهشی کلیدی ملی و بین‌المللی، از جمله تحلیل و طراحی تونل‌های شهری و فضاهای زیرزمینی، مشارکت فعال داشته‌اند. در حال حاضر ایشان با حکم ریاست محترم دانشگاه صنعتی امیرکبیر بعنوان یکی از اعضای شورای راهبردی دانشگاه فعالیت می کنند. دکتر فهیمی‌فر عضو هیئت تحریریه چندین نشریه تخصصی، از جمله مجله علمی پژوهشی دانشگاه صنعتی امیرکبیر، فصلنامه‌های مهندسی تونل و زمین‌شناسی مهندسی هستند.
ایشان به‌عنوان استاد راهنما و مشاور در پایان‌نامه‌های کارشناسی ارشد و دکتری فعالیت داشته اند و دانشجویان متعددی را در این زمینه تربیت کرده اند. سوابق اجرایی ایشان شامل ریاست دانشگاه صنعتی امیرکبیر و عضویت در کمیته‌های علمی مرتبط با مهندسی عمران و فضاهای زیرزمینی است.
ایشان در دوره‌ای بین سال‌های ۱۳۸۰ تا ۱۳۸۴ ریاست دانشگاه صنعتی امیرکبیر را بر عهده داشته اند. همچنین ایشان در سال 2023 درمیان دو درصد دانشمندان برتر پراستناد جهان در حوزه مهندسی معرفی شده‌اند.  ایشان هم‌اکنون عضو هیئت علمی (استاد) دانشکده عمران دانشگاه صنعتی امیرکبیر (پلی تکنیک تهران) هستند.